# Hologenom-szemléletű evolúció
A hologenom-szemléletű evolúció elmélete azt állítja, hogy a természetes kiválasztódás alanya nem az egyedi szervezet, hanem a holobionta, tehát a szervezet és a hozzá kötődő mikrobaközösségek együttese.
A kutató–házaspár Eugene Rosenberg és Ilana Zilber-Rosenberg által 2007-ben elővezetett elmélet az Oculina patagonica korallok Vibrio shiloi-baktérium által kiváltott korallkifehéredés vizsgálatából indult ki. Nyilvánosságra kerülése óta az elméletet a lamarckizmus és a darwinizmus szintézisévé avanzsált, nem csak a korallokat, hanem a teljes evolúciót vizsgálati alanyává téve. A bélflóra változásának és a gazdaszervezet fitneszének összefüggéseit taglaló új felfedezések – például az emberi bélrendszerben patologikusan tenyésző C. difficile vizsgálata – arra utalnak, hogy a gazdaszervezet környezeti szelekciós nyomásra való reagálásánál figyelembe kell venni a szervezetben élő mikrobákat is. A Rosenberg-laboratóriumban végzett kutatások arra utalnak, hogy a Drosophila ecetmuslica párválasztását befolyásolja a rovarban élő kommenzalista mikrobaközösség, támogatva a hipotézist, miszerint nagyobb genetikai trendekbe szólnak bele a szimbionta mikrobióta szervezetei. Annak a lehetősége, hogy a mikrobák a rovarvilágon kívül is befolyásolhatják a párválasztást és a fajképződés hajtóerői lehetnek, a természetes szelekcióról való gondolkodást az egyed szintjéről egy hologenomikus szemlélet felé tolhatják el.

## Előfutár: probiotikus korall-hipotézis

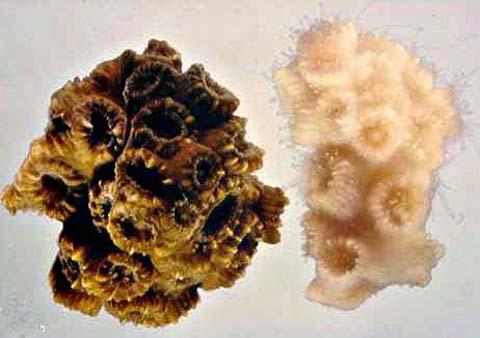
Egészséges és kifehéredett korall

A hologenomikus evolúció elmélete a korallzátonyok vizsgálatával kezdődött. A korallzátonyok az élő szervezetek által létrehozott legnagyobb struktúrák közé tartoznak, melyekben nagy számú és komplex mikrobaközösség él. A korall „feje” valójában nem egyetlen élőlény, hanem genetikailag megegyező polipok kolóniája, ami az alapjánál külső vázat választ ki magából. Fajfüggő módon ez a külső váz lehet kemény, kalcium-karbonát-alapú vagy puha és fehérjejellegű. Sok generáció elteltével a kolónia létrehoz egy külső, a fajra jellemző vázat. A korallkolóniákban változatos életformák találhatók meg, köztük fotoszintézist végző algák, mint a  Symbiodinium és baktériumok széles köre, beleértve a nitrogénkötő baktériumokat és a kitint lebontó szervezeteket, melyek mind fontos szerepet játszanak a korall táplálásában. A korall és mikrobiótája közötti társulás fajfüggő, és ugyanazon korallszegmens nyákjában, vázában és szöveti részeiben más-más baktériumpopulációk találhatók.
Az elmúlt néhány évtized során a korallok populációja nagymértékben csökkent. A klímaváltozás, a vízszennyezés és a túlhalászás a három fő stresszfaktor, ami szerepet játszhat a betegségeknek való ellenálló képesség csökkenésében. Több mint húsz különböző korallbetegséget írtak le, ezek közül csak néhány esetben sikerült izolálni a kórokozókat és feltárni a fertőzés módját.
A korallfehéredés ezen betegségek legsúlyosabbika. Az 1980-as és 1990-es években több, nagy kiterjedésű korallfehéredés történt a világ óceánjaiban. A Földközi-tengerben 1994-ben írták le az Oculina patagonica koralltelepek kifehéredését, melyet a Koch-féle posztulátumok következetes alkalmazása után a Vibrio shiloi proteobaktériummal történő fertőzésnek tulajdonítottak. A Földközi-tenger keleti részén lévő O. patagonica-telepek kifehéredése 1994 és 2002 között minden nyáron megtörtént; 2003 után azonban az O. patagonica rezisztens lett a V. shiloi-fertőzésre, bár egyéb betegségek továbbra is okozhatnak fehéredést bennük.
A meglepetést az a tény okozhatja, hogy a korallok hosszú életűek, akár évtizedekig elélhetnek, de nem rendelkeznek adaptív immunrendszerrel. A veleszületett immunrendszer nem termel antitesteket, ezért a hagyományos szemlélet szerint nem lehetnének képesek új kihívásokhoz alkalmazkodni, legfeljebb evolúciós időskálán. Mégis, több kutató dokumentálta a kifehéredéssel szembeni ellenállás különböző szintjeit, amit „tapasztalat által közvetített ellenálló képességnek” is nevezhetnénk. A korallok specifikus, szerzett ellenálló képességének ez a rejtélye vezette a kutatóházaspárt, Eugene Rosenberget és Ilana Zilber-Rosenberget a „korall probiotikus elmélete” (Coral Probiotic Hypothesis) felállításához. Az elmélet szerint a korallok és a szimbionta mikrobaközösségeik között dinamikus kapcsolat áll fent. A szimbionta mikrobák jóindulatú mutációi sokkal gyakrabban lépnek fel és gyorsabban képesek elterjedni, mint a gazdaszervezet korallok mutációi. Így mikroba-összetételének változásával a „holobionta” sokkal gyorsabban képes adaptálódni a változó környezeti feltételekhez, mint ahogy azt kizárólag a gazdafaj mutációja és szelekciója lehetővé tenné.
A korall probiotikus elméletét más szervezetekre, köztük magasabbrendű növényekre és állatokra extrapolálva eljutottak a hologenom-szemléletű evolúció (Hologenome Theory of Evolution) gondolatához.

## Hologenom-elmélet

### Definíció
A hologenom-szemléletű evolúció alaptézisei a következők (innen kivonatolva: Rosenberg et al., 2007):
- Minden állat és növény szimbiotikus kapcsolatot alakít ki mikroorganizmusokkal.
- Különböző gazdafajok különböző szimbionta populációkat tartalmaznak, továbbá ugyanannak a gazdafajnak különböző egyedei is különböző szimbionta populációkat tartalmazhatnak.
- A gazdaszervezet és a mikrobaközössége közti kapcsolat kihat mind a gazdára, mind annak mikrobiótájára.
- A mikroorganizmusokban tárolt genetikai információ környezeti hatások nyomására gyorsabban képes változni, és többfajta folyamat képes megváltoztatni azt, mint a gazdaszervezet genetikai információját.
- A gazda genomja társulhat a kapcsolódó szimbionta mikroorganizmusok genomjával, együtt hologenomot alkotva. Ez a hologenom gyorsabb változásra képes, mint önmagában a gazda genomja, így nagyobb adaptációs képességet nyújtva az egyesített holobionta evolúciójához.
- A fenti pontok alapján együttesen arra a következtetésre lehet eljutni  [Rosenberg et al. által indítványozva], hogy a holobiontát hologenomjával együtt kellene tekinteni az evolúció természetes szelekciójának alapegységeként.

Egyes szerzők a fenti alapelveket kiegészítik még eggyel. Ahhoz, hogy a holobiontát a természetes szelekció alapegységének tekinthessük:
- A hologenomnak generációról generációra örökíthetőnek kell lennie.[10][11]

### A szimbionták horizontális/vertikális átadása
Több kutatás nyilvánvalóvá tette, hogy a szervezet létezése szempontjából fontos szerepet játszik a hozzá kapcsolódó mikrobióta (lásd a mikrobiom szócikket). Meg kell azonban különböztetni az endoszimbionták horizontális vs. vertikális átadását. A jellemzően vertikálisan (azaz a szaporodás során, a leszármazási ág mentén) továbbadott endoszimbiontákat úgy is tekinthetjük, hogy a gazdafaj örökölhető genetikai variabilitásának részét képezik, vagy hozzájárulnak ahhoz.
A mikrobióta örökölhetősége érvényteleníti a Weismann-elvet, ami szerint az öröklődés információit kizárólag a csírasejtek hordozzák.
A kolóniákban élő szervezeteknél, amilyenek a korallok is, a kolónia mikrobatársulásai attól függetlenül fennmaradnak, hogy a kolónia egyedei eközben ivartalanul szaporodnak, élnek és elpusztulnak. A korallok képesek az ivaros szaporodásra is, ami plaktonikus lárvát eredményez; kevésbé egyértelmű, hogy a mikrobatársulások fenn tudnak-e maradni a növekedés ezen fázisa során. A kolónia bakteriális közössége ezenkívül változhat az évszakok váltakozásával is.
Számos ízeltlábú tart fenn obligát (kötelező jellegű) szimbiotikus kapcsolatot baktériumpartnerrel. Például az Asobara tabida darazsak nőstényei fejlődésük során igénylik a Wolbachia-val való fertőződést. Ha „meggyógyítjuk” a fertőzést, a peték elkorcsosulnak. A fertőzés átvitele vertikális, a pete citoplazmáján keresztül történik.
Ezzel szemben számos olyan obligát szimbiotikus kapcsolatot írtak le a biológusok, ahol a szimbionták átadása horizontális transzferrel történik. Egy jól dokumentált példa az éjszakai életmódú hawaii kurtafarkú tintahal (Euprymna scolopes), ami a Hold által megvilágított óceánon úgy rejti el az árnyékát, hogy a hasa aljából fény kibocsátásával tünteti el azt. Ebben a szimbionta Aliivibrio fischeri baktérium van segítségére. Rosenbergék ezt a példát a hologenom-szemléletű evolúció elméletének kontextusában használják fel. A tintahal és a baktérium koevolúciós kapcsolatban áll egymással. Az újonnan kikelt tintahalak a tengervízből gyűjtik be a világításhoz szükséges baktériumokat, és a szimbionták gazdaszervezetek közötti laterális átvitele a jóindulatú mutációk gyorsabb elterjesztését teszi lehetővé, mint ami a gazda genomjának a mutációjával lehetséges lenne.

### Elsődleges és másodlagos szimbionták

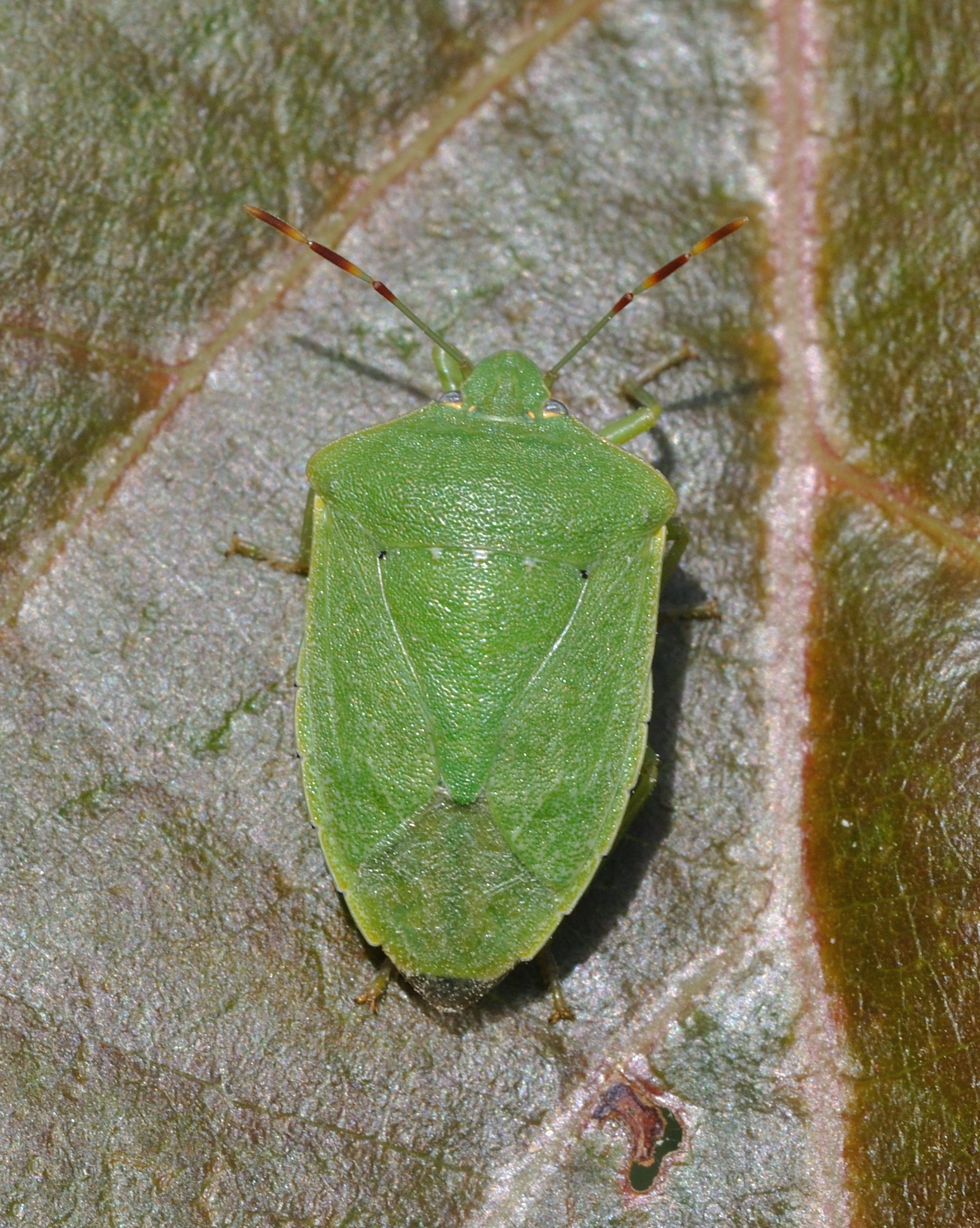
Zöld vándorpoloska (Nezara viridula) a tenerifei Puerto de la Cruzban

Az endoszimbionták közötti másik hagyományos különbségtétel alapja az, hogy elsődleges vagy másodlagos szimbiontákról van-e szó. Az elsődleges endoszimbionták specializált gazdasejtekben foglalnak helyet, melyek akár nagyobb, szervszerű struktúrákat is alkothatnak (ízeltlábúakban ilyen a bakterióma).  A gazdaszervezetek és az elsődleges endoszimbionták közti társulások általában nagyon hosszú időre nyúlnak vissza, akár 10–100 millió évre is. Az endoszimbionta elmélet szerint az elsődleges szimbionták extrém esetei közé tartoznak a mitokondriumok, a plasztidok (a kloroplasztiszt beleértve) és valószínűleg néhány más eukarióta sejtszervecske is. Az elsődleges endoszimbionták általában kizárólag vertikálisan adódnak át, a kapcsolat minden esetben kölcsönösen előnyös és mindkét fél számára obligát. Az elsődleges endoszimbiózis meglepően gyakori jelenség. Becslések szerint az ízeltlábúfajok 15 százaléka rendelkezik ilyen jellegű endoszimbionta kapcsolattal. Az elsődleges endoszimbiózisra jellemző, hogy a gazdaszervezet látja el tápanyaggal a baktériumokat, melyekben extrém méretű a genomméret csökkenése (x<<1 mB), hiányzik a génfelvétel, nincsenek fágok, nincsenek mobil genetikai elemek, nincs genomátrendeződés.
Ezzel ellentétben, a másodlagos endoszimbiózis gyakran fakultatív, legalábbis a gazda nézőpontjából, és a kapcsolat kevésbé ősi. A másodlagos endoszimbionták nem specializálódott gazdaszövetekben helyezkednek el, hanem a zsír-, izom- vagy idegszövet között fellépő testüregben, esetleg a bélrendszerben. A szimbionták átadása történhet vertikális vagy horizontális úton, vagy mindkét módon. A gazda és a másodlagos endoszimbionta közötti kapcsolat nem feltétlenül előnyös a gazda számára; akár parazitikus is lehet.
A vertikális és horizontális átadás, illetve az elsődleges és másodlagos endoszimbiózis közötti megkülönböztetés nem abszolút érvényű, inkább folytonos spektrumot alkotnak, ami környezeti hatások függvénye is lehet. Például a zöld vándorpoloska (Nezara viridula) nősténye a vertikális átadást testváladékának a petékre kenésével éri el; az átadás sikeressége 20 °C-on 100% volt, ami 30 °C-on 8%-ra csökkent. Hasonlóan, a levéltetveknél az elsődleges Buchnera endoszimbiontákat tartalmazó bakteriociták átadása magas hőmérsékleten drasztikusan lecsökken. Ugyanígy, a kommenzalisztikus, mutualisztikus és parazita kapcsolatok közötti megkülönböztetés sem abszolút érvényű. Példa erre a pillangósvirágúak és a Rhizobium-fajok kapcsolata: az N2-felvétel energetikailag költségesebb, mint a talajban kötött nitrogéné, ezért a növény a talajban kötött nitrogén felvételét preferálja, ha az bőségesen rendelkezésre áll. A gyökérgümők kialakulásának korai szakaszában a növény-rhizobium kapcsolat inkább patogenezisre emlékeztet, mint egy mutualisztikus kapcsolat kiépülésére.

### Újlamarckizmus darwini kontextusban
A lamarckizmus szerint a „szükséges” tulajdonságokat az egyedek kifejlesztették (vagy visszafejlesztették) életük során, s ezeket tovább örökítették utódaiknak (az elv ismert még mint a szerzett tulajdonságok öröklődése vagy „puha öröklődés”). Az elmélet két, a maga idejében elterjedt gondolatot foglalt magába:
- Használt vs. nem használt – az egyedek elveszítik azokat a tulajdonságaikat, melyekre nincs szükségük (vagy amiket nem használnak), és olyanokat fejlesztenek ki, melyek hasznukra válnak.
- Szerzett tulajdonságok öröklése – az egyedek öröklik felmenőik tulajdonságait.

Bár a jelenleg érvényes paradigma, a modern evolúciós szintézis követői – akik szerint az evolúció a véletlen változtatásokon és az azokra ható természetes szelekción keresztül érvényesül – a lamarcki elméletet elutasítják, a hologenom-elmélet egyes aspektusaiban a lamarcki elgondolás egyes elemei visszaköszönnek.
A megszokott variálódási metódusokon (mint a genetikai rekombináció, kromoszóma-átrendeződések, mutációk) túl a holobionta két olyan variációs mechanizmust is lehetővé tesz, melyek a hologenom-elméleten kívül máshol nem fordulnak elő, ezek: (1) a már meglévő mikroorganizmusok relatív populációjában fellépő változások (növekedés vagy csökkenés) és (2) új törzsek befogása a környezetből, melyek akár az utódnak is átadódhatnak.
A meglévő mikroorganizmusok relatív populációjának változása megfelel a lamarcki „használat és nem használat” elvének, míg az új baktériumtörzsek befogásának és átörökítésének képessége a lamarcki „szerzett tulajdonságok öröklésének”. A hologenom-szemléletű evolúció szószólói szerint lamarcki vonatkozásokat foglal magába, de a darwini elmélet keretein belül.

## További esettanulmányok

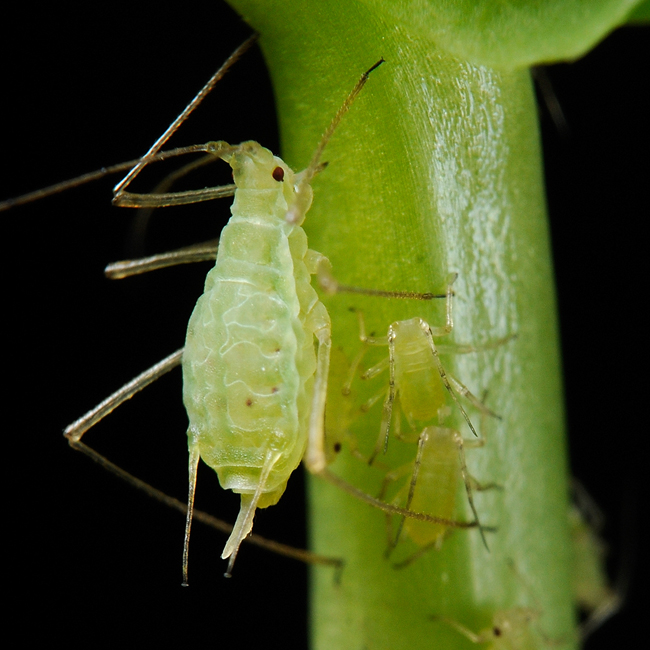
Zöldborsó-levéltetvek a növény szárának és leveleinek nedvét szívogatják

Az Acyrthosiphon pisum zöldborsó-levéltetű obligát szimbiotikus kapcsolatot tart fenn a Buchnera aphidicola baktériummal, amivel az anya megfertőzi az embriókat még a petecsövekben. A zöldborsó-levéltetvek cukrokban gazdag, de aminosavakban szegény növényi nedveken élnek. Az endoszimbionta Buchnera-populációra vannak utalva az esszenciális aminosavak tekintetében, cserébe tápanyagokat nyújtanak számukra és egy védett intracelluláris közeget, melyben növekedhetnek és szaporodhatnak. A kapcsolat valójában bonyolultabb annál, minthogy kölcsönösen táplálnák egymást; egyes Buchnera-törzsek megnövelik a gazdaszervezet magas hőmérséklettel szembeni toleranciáját, más törzsek nem. A természetből vett mintákban mindkét törzs megtalálható, ami arra utalhat, hogy bizonyos körülmények között a magas hőmérséklet elviselése előnyös a gazda számára, más körülmények között a csökkent hőtoleranciával járó nagyobb hidegtűrés lehet előnyös. A Buchnera-genomok különböző változataira úgy is lehet tekinteni, mintha egy nagyobb hologenom alléljei lennének. A Buchnera és a levéltetvek közötti kapcsolat mintegy 200 millió évvel ezelőtt kezdődött meg, azóta a gazdaszervezet és szimbiontája koevolúciós fejlődésen mentek át; felfedezték, hogy a Buchnera-fajok genomja rendkívüli módon redukálódott, egyes esetekben mindössze 450 kb-ra, ami kisebb még a Mycoplasma genitalium mikoplazmáénál is.
A párzási preferenciák kifejlődését, avagy a nemi szelekciót a fajképződés egyik korai lépésének tartják. 1989-ben, Dodd olyan párzási preferenciákat fedezett fel Drosophila ecetmuslicákban, melyeket azok étrendje váltott ki. Azóta sikeresen demonstrálták, hogy ha egy Drosophila-populációt kettéosztva az egyik felét melasszal, a másikat keményítővel táplálták, a „melaszmuslicák” szívesebben pároztak más melaszmuslicákkal, a „keményítőmuslicák” pedig más keményítőmuslicákkal. Ez a párzási preferencia egyetlen generáció után jelentkezett, és legalább 37 generáción keresztül fennállt. A különbség oka a muslicák egyik szimbionta baktériuma, a Lactobacillus plantarum populációjában beállt változás. Antibiotikumos kezeléssel sikeresen meg tudták szüntetni az étrenddel kiváltott párzási preferenciát. Valószínűnek látszik, hogy a szimbionta baktérium megváltoztatta a kutikuláris szénhidrogén-alapú szexferomon szintjét.
Rosenbergék 2008-as tanulmánya számos példát felsorolt a szimbionták átadásának módjaira és azok hozzájárulásához a holobionta fitneszéhez, kezdve az eukarióták mitokondriumától, a növények kloroplasztiszától a specifikus rendszerek különböző társulásaiig. A mikrobák a gazdaszervezet fitneszéhez különböző módokon járulhatnak hozzá: egyes aminosavak termelésével, magasabb hőmérséklet elviselésével, cellulózból lebontott tápanyag nyújtásával, nitrogén-anyagcserével, hatékonyabb tápláléklebontással, peték és embriók anyagcsere-folyamatokkal szembeni védelmével, ragadozók elleni álcázással, fotoszintézissel, komplex polimerek lebontásával, az immunrendszer stimulációjával, véredényképzéssel, vitaminok szintetizálásával, rostok lebontásával, zsírok tárolásával, ásványi anyagok talajból való kivonásával, szerves anyagok nyújtásával, a mineralizáció felgyorsításával, a szénciklusban való részvétellel, sótűrés kialakításával.

### Emlősök
Emlősök esetében az endoszimbionták átadása sok esetben az újszülött szülőcsatornán való áthaladásakor vagy az anyatej fogyasztásával történik meg. A tény, hogy gnotobiotikus (ismert mikrobiommal rendelkező vagy csíramentes) egerek emberi bélflórával való kolonizálásuk után képesek megbízható módon átvinni a mikrobákat utódaikba jól mutatja a csírasejtvonalon kívüli, hologenomikus öröklés gyakorlati működését.

## Kritikája
A hologenom-elmélet vitatott. Ainsworth et al. alapjaiban támadja az elméletet, állításuk szerint a V. shiloi-t tévesen azonosították a korallkifehéredés okozójaként, és a fehéredett O. patagonica telepekben való jelenléte az egyszerű opportunista kolonizáció példája.
Ha ez igaz lenne, az az elmélethez vezető eredeti megfigyelést érvénytelenítené. Más részről, Ainsworth et al. 2005-ben végezték megfigyeléseiket, két évvel azután, hogy Rosenbergék felfedezték, hogy az O. patagonica telepeit már nem képes a V. shiloi megfertőzni; így Ainsworthék eredménye, hogy a jelenlegi földközi-tengeri korallfehéredésért nem az említett baktériumok a felelősek, nem is tekinthető meglepőnek. A Koch-féle posztumátumoknak való megfeleltetést, amit Kushmaro et al. (1997) szigorú alapossággal elvégzett, széles körben elfogadják a fertőző ágensek definitív azonosításaként.
Baird et al. (2009) megkérdőjelezték a Reshef et al. (2006) kiinduló feltételezéseit, melyek szerint (1) a korallok generációváltásának ideje túl lassú a megfigyelt időskálán az új környezeti stresszhez való alkalmazkodáshoz és (2) a korall-lárvák túlságosan szétszóródnak ahhoz, hogy a helyi környezethez való alkalmazkodást lehetővé tegyék. Reshefék egyszerűen alá is becsülhették a természetes szelekció hagyományos mechanizmusaiban rejlő lehetőségeket. Több olyan esetet dokumentáltak, ahol súlyos stresszhatásra néhány generáció alatt jelentős evolúciós változások történtek. A koralloknak talán nincs is szüksége a szimbionta élőlények cseréjére vagy más új adaptációs mechanizmusokra ahhoz, hogy alkalmazkodjanak a gyors éghajlatváltozáshoz vagy az új stressztényezőkhöz.
A szimbiotikus társulások résztvevői közös evolúciós fejlődésük során egymáshoz alkalmazkodnak, és a szimbiotikus kapcsolat növeli az abban részt vevő fajok fitneszét. Bár a hologenom-elmélet helyessége máig vita tárgya, a tudományos közösségben jelentős népszerűségre tett szert, mert hihetően megmagyarázza azokra a gyors adaptív változásokat, amiket nehéz beilleszteni a hagyományos darwini elmélet keretébe.

## Fordítás
- Ez a szócikk részben vagy egészben a Hologenome theory of evolution című angol Wikipédia-szócikk ezen változatának fordításán alapul.  Az eredeti cikk szerkesztőit annak laptörténete sorolja fel. Ez a jelzés csupán a megfogalmazás eredetét és a szerzői jogokat jelzi, nem szolgál a cikkben szereplő információk forrásmegjelöléseként.